# Анизогамия
Анизогамия e полов процес при едноклетъчните и низшите растения, при който се сливат анизогамети – гамети, различни по големина, форма, устройство и поведение.